# United Launch Alliance
United Launch Alliance (ULA) és una aliança d'empreses de Lockheed Martin Space Systems i Boeing Defense, Space & Security que fabrica i opera els llançadors espacials Atlas V, Delta II, Delta IV i Delta IV Heavy. Fou formada el desembre de 2006, i ofereix serveis de llançament a clients del govern dels Estats Units d'Amèrica.
Proporciona serveis de llançaments amb tres sistems d'un sol ús: Delta II, Atlas V i Delta IV. Els dos primers sistemes han estat emprats durant més de 50 anys per enlairar diferents tipus de càrregues. ULA també proporciona serveis per a satèl·lits no governamentals: Lockheed Martin es reserva els drets de mercat de l'Atlas.
La companyia va anunciar que a partir d'octubre de 2014 iniciaria una reestructuració profunda que duraria uns anys, amb l'objectiu de reduir costos de llançament. Actualment, ULA planeja construir un nou coet, el Vulcan que seria un successor de l'Atlas V, i que empraria un nou motor, BE-4 en la primera etapa. El primer vol per a aquesta primera fase del Vulcan seria per al 2020 o més endavant.

## Vehicles de llançament
United Launch Alliance opera actualment amb els següents vehicles de llançament:
- Atlas V
- Delta IV
- Delta IV Heavy
- Delta II

## Instal·lacions
La seu central de l'empresa està situada a Centennial, Colorado. Per les operacions de fabricació, assemblatge i integració, compta amb dos edificis, a Decatur (Alabama) i Harlingten (Texas).
Els llançaments es poden realitzar tant des de qualsevol de les dues costes dels Estats Units, en funció de l'òrbita desitjada pel client. Els llançaments del Atlas V es fan al Complex de llançament 41, mentre que el Delta IV es llança des de Complex de llançament 37, ambdós situats a Cap Canaveral, Florida (costa est, per tant). Els llançaments des de la costa oest es fan des de la base aèria de Vandenberg, al sud de Califòrnia, en el Complex de llançament 6 per al Delta IV, SLC-2 per al Delta II, i SLC-3 per a l'Atlas V.
La companyia ha anunciat plans per reduir el nombre de plataformes de llançament: de les cinc amb què contava el 2015 fins només dos el 2021. Aquestes mesures s'emmarquen dins la restrucutració de la companyia, que es produirà en paral·lel a la transició dels Atlas V i Delta IV a una nova generació de vehicles de llançament.

## Controvèrsia
L'aparició de competidors amb costos de llançament molt més barats, com és el cas d'SpaceX, junt amb els progressius increments en els costos de llançament de la ULA, ha posat l'accent sobre la possible ineficiència dels llançaments de la ULA. En concret, el seu competidor, SpaceX, ha estimat en uns 460 milions de dòlars el cost de cada llançament de ULA, afirmant que SpaceX podria oferir llançaments de característiques similars per només 90 milions de dòlars cadascun. Com a resposta, l'anterior director executiu de la ULA, Michael Gass, ha afirmat que segons ells, el cost actual per llançament és d'una mitjana de 225 milions de dòlars, amb llançaments futurs al voltant dels 100 milions d'euros.